# Jairo Magalhães Alves

## Dr Jairo Magalhães
Jairo Magalhães Alves (Cabo Verde, 10 de fevereiro de 1926) é um médico e político brasileiro do estado de Minas Gerais.
Dr Jairo, como é conhecido na região de Itabira, formou-se pela Escola de Medicina e Cirurgia em 1957, especializando-se posteriormente em cardiologia. Durante vários anos ele atuou como médico no Hospital Carlos Chagas e pelo Hospital Nossa senhora das Dores em Itabira.
Filiado ao PMDB o Dr Jairo Magalhães Alves foi prefeito do município de Itabira, durante o período de 1977 a 1982, sendo o seu vice Milton Dias dos Santos.
Quando Dr Jairo Magalhães assumiu, a Prefeitura de Itabira tinha modestos 822 servidores. Ao deixar o cargo, seis anos depois, 828, um exemplo para os atuais políticos.
Na época a Prefeitura, ainda funcionava onde atualmente é o Museu de Itabira. Foi o então prefeito quem transferiu a sede da administração municipal para a atual Secretaria de Obras, no bairro do Pará.
Naquela época, todos os vereadores eram de oposição ao governo do médico-prefeito. Restou a ele apenas um “companheiro”. Certo dia, diante das exigências do solitário defensor para manter-se na base governista, ele recomendou: “Vá para a oposição também”.
Foi no governo de Jairo Magalhães que se construiu o Centro Cultural –  Carlos Drumond de Andrade, inaugurado em 1982, com show da cantora Mercedes Sosa. Isso tudo sem os royalties do minério de ferro.
Em 1985 foi instituída a Fundação Carlos Drumond de Andrade, com objetivo de fomentar a cultura e sem fins lucrativos. Hoje a fundação é composta pelo teatro, Biblioteca Pública, Foyer, Galeria, Casa do Brás, Memorial Carlos Drumond de Andrade, Grupo Folclórico Tumbaitá, Museu de Território Caminhos Drummondianos, TV Cultura de Itabira, Casa de Drumond, Fazenda do Pontal e Orquestra de Câmara.

Foi também, eleito deputado estadual em Minas Gerais, na 10ª e 11ª legislaturas, pelo PMDB. Enquanto deputado estadual, Dr Jairo integrou as comissões de Patrimônio Histórico e Artístico e Cultura, Comissão de Economia e Comissão de Turismo.